# Église Saint-Antoine d'Arcambal
L'église Saint-Antoine d'Arcambal est une église catholique située à Arcambal, dans le département français du Lot, en France.

## Histoire
L'église, dont on ne connaît pas avec exactitude la date de construction, relève de l'architecture de la fin du Moyen Âge, (fin du XVe) et semble ne pas avoir subi de grosses modifications durant les siècles suivants, ce qui lui donne une grande unité. Elle a pu remplacer une église plus ancienne.
L'édifice est référencé dans la base Mérimée et à l'Inventaire général Région Occitanie.

## Architecture

### Extérieur
Des contreforts d'angle consolident l'ensemble surtout du côté de la falaise qui descend vers la rivière Lot. Le portail principal de style classique, légèrement en avancée sur le mur, a dû être ajouté un peu plus tard (XVIe).
Un escalier de pierre en spirale, pris sur l'extérieur en formant une tourelle d'angle, conduit au clocher par une petite porte intérieure dans le mur ouest. Deux cloches mises en place en 1963, tintent maintenant deux fois par jour grâce à l’électricité installée en 1986. le cimetière du village entourait l'église jusqu'en 1980. Il a été déplacé sur les hauts du village à 300 mètres au sud.

### Nef
La nef est constituée de trois travées égales. La première supporte entièrement le clocher massif, la seconde s'ouvre sur deux chapelles latérales et forme le transept ; la troisième abrite le chœur à fond plat et s'ouvre d'un côté sur une chapelle (chapelle des châtelains) et de l'autre côté sur la sacristie. Chaque porte est accompagnée par un bénitier en pierre sculptée de motifs traditionnels, et à moitié inséré dans le mur. Le sol est carrelé, sans doute depuis sa restauration au début du XXe siècle. À noter la présence de carreaux ornés d'un symbole "svastika" que plus personne n'oserait utiliser aujourd'hui.
La voûte de la nef est constituée de trois croisées d'ogive qui marquent bien l'appartenance à l'architecture gothique finissante. Le linteau en accolade ouvragée de la porte de la sacristie confirme cette datation (fin XVe).
L'intérieur de l'église qui présentait un revêtement en enduit et peintures murales du XIXe et XXe a été dégagé de ses enduits et de ses statues de plâtre peint, en 1973, par les paroissiens sous la houlette de l'abbé Luzergue, curé de la paroisse. Cela lui donne un aspect de grande sobriété.
L'église est dédiée à saint Antoine (probablement saint Antoine le Grand, appelé aussi d’Égypte, du désert ou l'Ermite, d'après la date de la fête votive qui était en janvier), sans que l'on sache si elle l'est depuis la date de la construction primitive. Contre le mur ouest, au-dessus du porche d'entrée, un tableau, daté de 1667, représente le Christ en croix entouré de Marie, sa mère et l'apôtre Jean. Un moine franciscain (saint Antoine) et une carmélite complètent l'ensemble.
Aux clés de voûte et aux retombées d'arcade, on remarque des écussons. Deux vitraux représentent l'un l'Esprit saint sous la forme d'une colombe, l'autre, le pain et le vin de l'eucharistie. Ils datent du XXe.

### Chœur
L'autel principal, en bois polychrome du XIXe, restauré en 2010 vient de la chapelle sur (chapelle Saint-Joseph). Il était surmonté d'un retable doré toujours présent dans cette chapelle. Au centre, le Christ assis "en majesté" nous accueille ; il est entouré de deux anges portant la couronne d'épines et le calice.
Un christ en bois (bois polychrome du XVIIe), de facture légèrement naïve, est accroché sur le mur du fond. Il est dominé par un vitrail représentant le Christ ressuscité dont la poitrine montre le Sacré-Cœur rayonnant. 
À sa gauche, Marie a un geste d'accueil. À sa droite, un moine (saint Antoine), intercède pour la famille de paysans représentée au bas de cette verrière. Cet ensemble symbolise la communauté villageoise, alors totalement rurale. Sous les nuages, l'église d'Arcambal est représentée telle qu'elle était au début du XXe avec un porche au-dessus de l'entrée latérale sud. Y figurent également le blé et la vigne (représentation du pain et du vin de l'eucharistie). Les deux vitraux latéraux du chœur, sont datés de 1890. 
A motifs géométriques, la signature des ateliers Dagrant (Bayonne) précisent leur provenance. Des stalles de bois sculpté s'adossent aux murs de pierre. Une niche est creusée dans l'épaisseur du mur du fond, s'ornant d'une arcade en accolade mais moins ouvragée que celle qui surmonte la porte de la sacristie. La chapelle (chapelle des châtelains) qui s'ouvre sur le chœur présente un décor d'arbre écoté (ornement caractéristique du Quercy de la fin du XVe). On retrouve ce décor sur l'autel et le bénitier de cette chapelle. Une porte donnant sur l'extérieur permettait aux habitants du château (dit du Bousquet) d'entrer directement sans se mêler aux autres paroissiens. Son autel représente sainte Germaine de Pibrac, très populaire dans tout le Sud-Ouest.

### Chapelles latérales
La chapelle nord est dédiée à Marie dont la statue dorée à la feuille surmonte l'autel. Le vitrail représente l'apparition de Marie à Bernadette (Lourdes). Le tableau (XVIIe) représente la Cène où Jésus préside l'assemblée des douze apôtres dont Judas qui se distingue en tendant une main vers le plat et tenant avec son autre main une bourse dans son dos. 
La chapelle sud est dédiée à saint Joseph. Le vitrail le représente en charpentier, Marie et Jésus enfant près de lui. Le retable de l'autel du XIXe a son tabernacle entouré de statuettes. En bas, Jean et Marie ; au-dessus saint Louis et saint Jean-Baptiste. L'ensemble est surmonté d'un évêque reconnaissable à sa mitre. Le tableau (XVIIIe) représenterait l'entrée de Louise de la Vallière au couvent (jusqu'au XIXe, Cahors disposait d'un carmel au sud de la ville).